# Komsomol'sk (Oblast' di Kemerovo)
Komsomol'sk è una cittadina della Russia siberiana meridionale (oblast' di Kemerovo); appartiene amministrativamente al rajon Tisul'skij.